# George Schnéevoigt
George Schnéevoigt (23 de diciembre de 1893 - 6 de febrero de 1961) fue un director cinematográfico, guionista y director de fotografía de nacionalidad danesa.

## Biografía
Nacido en Copenhague, Dinamarca, su verdadero nombre era Fritz George Ernst Fischer. Pionero del cine escandinavo, junto a su madre, la actriz teatral finlandesa Siri Fischer-Schnéevoigt, viajó a los 14 años de edad a Berlín. Allí recibió lecciones de interpretación de Ludwig Hartau y Tilla Durieux. A los 18 años de edad pudo ser visto haciendo pequeños papeles en el Teatro Neues Schauspielhaus de Berlín. Además de interpretación, Schnéevoigt aprendió también fotografía y utilización de las cámaras. 
En 1912 volvió a Copenhague y, sin haber cumplido los veinte años, empezó a trabajar como camarógrafo y director en una pequeña productora cinematográfica. En 1915 fue contratado por la compañía Nordisk Film, para la cual cumplió con las dos funciones. Su mejor momento llegó poco tiempo después de finalizada la Primera Guerra Mundial, cuando pudo trabajar con el director Carl Theodor Dreyer.
En 1920/21, George Schnéevoigt fotografió varias cintas en Suecia y en Noruega, rodando, tras una escala en Copenhague en 1924, el film alemán Pietro, der Korsar. En 1926 y en 1928/29, Schnéevoigt volvió a Noruega para cumplir con varios compromisos. 
A partir de 1928 trabajó únicamente como director, especializándose en historias nórdicas, utilizando al paisaje como elemento central de la acción. Su primera película sonora fue Eskimo (1930), rodada con exteriores en Groenlandia. También destacó su film Laila (1936), del cual había rodado una versión en 1928/29. En la versión sonora, actuaba la madre de Schnéevoigt, Siri Schnéevoigt.
George Schnéevoigt, que siempre filmó sus producciones sonoras con el director de fotografía Valdemar Hermann Christensen, se retiró definitivamente en 1942.
El cineasta se casó por vez primera en febrero de 1915, con la bailarina danesa Tilly von Kaulbach (1874–1966), casi veinte años mayor que él, y para cuya compañía, Kaulbachs Kunstfilm, había trabajado en 1913 en tres producciones. Su hijastro, Fridtjof Kaulbach, nacido en 1901 en Alemania, era ahijado de Fridtjof Nansen, y recibió su nombre como homenaje a su padrino.
Su hijo Alf Bent George Schnéevoigt (1915–1982), también trabajó como camarógrafo, pero solamente durante la ocupación alemana de Dinamarca en la Segunda Guerra Mundial. 
George Schnéevoigt falleció en Copenhague, Dinamarca, en 1961.

## Filmografía

### Director de fotografía
- 1913 : Stærkere end dynamit
- 1913 : Under galgen
- 1915 : Kærlighedslængsel
- 1915 : Selskabsdamen
- 1915 : Skelethånden
- 1916 : En kunstners kærlighed
- 1917 : Den grønne bille
- 1919 : Præsidenten
- 1920 : Blade af satans bog, de Carl Theodor Dreyer
- 1920 : Prästänkan, de Carl Theodor Dreyer
- 1921 : Markens grøde
- 1922 : Potteplanten
- 1922 : Der var engang, de Carl Theodor Dreyer
- 1923 : Livets karneval
- 1925 : Pietro, der Korsar
- 1925 : Du skal ære din hustru, de Carl Theodor Dreyer
- 1926 : Grænsefolket
- 1928 : Café X
- 1928 : Viddenes Folk

### Director
- 1913 : Skyggedanserinden (también guionista)
- 1915 : Skelethånden
- 1915 : Fædrenes synd
- 1916 : Dødedansen
- 1916 : Kong Alavarika gravkammer
- 1918 : Dykkerklokkens hemmerlighed (también guionista)
- 1926 : Baldevins bryllup
- 1929 : Laila (también guionista)
- 1930 : Eskimo (también guionista)
- 1931 : Hotel Paradis
- 1931 : Præsten i Vejlby
- 1932 : Skal vi vædde en million?
- 1932 : Odds 777
- 1932 : Kirke og orgel
- 1932 : Tretten år
- 1932 : Nyhavn 17
- 1932 : 13 år (también guionista)
- 1933 : De blå drenge
- 1933 : Kobberbryllup
- 1933 : Tango
- 1934 : Lynet
- 1934 : Rasmines bryllup
- 1934 : Nøddebo præstegård
- 1935 : Fredløs (también guionista)
- 1936 : Sjette trækning
- 1937 : Laila
- 1938 : Champagnegaloppen
- 1939 : Cirkus
- 1940 : Jeg har elsket og levet
- 1942 : Alle mand på dæk
- 1942 : Tordenskjold går i land

### Actor
- 1914 : Stærkere end dynamit
- 1913 : En Gartnerdreng søges
- 1913 : Skyggedanserinden